# Cethosia tagalorum
Cethosia tagalorum är en fjärilsart som beskrevs av Hans Fruhstorfer 1912. Cethosia tagalorum ingår i släktet Cethosia och familjen praktfjärilar. Inga underarter finns listade i Catalogue of Life.